# Beren (Tolkien)
Pour les articles homonymes, voir Beren.
Beren, surnommé Erchamion (le « manchot », en sindarin), est un personnage du légendaire (legendarium) de l'écrivain britannique J. R. R. Tolkien, apparaissant dans ses récits du Premier Âge de la Terre du Milieu.
Son histoire est racontée dans Le Silmarillion, et dans le poème en tétramètres iambiques à rimes suivies intitulé le Lai de Leithian (publié dans Les Lais du Beleriand, ainsi que le court poème inachevé Leaf on Lindentree). Une première version de l'histoire, le « Conte de Tinúviel » est publié dans Le Livre des contes perdus. Dans Le Seigneur des anneaux, Aragorn raconte brièvement son histoire.
Beren est un Homme de la maison de Bëor qui, devenu amoureux de l'Elfe Lúthien, partit en quête d'un Silmaril (un joyau merveilleux, volé par Morgoth) afin de l'épouser.

## Caractéristiques

### Noms
Beren signifie « courageux, brave » en sindarin. Erchamion signifie le « manchot ».
Il est aussi surnommé Camlost, la « main vide », après avoir perdu la main droite au cours de la quête du Silmaril.

### Famille
|          |          |          |          |          |          |  |  |         |         |         |         |         |         |         |         |           |           | Bëor1     |           |           |           |        |        |          |          |          |          |          |          |      |      |          |          |          |          |          |          |         |         |         |         |         |         |         |         |         |         |         |         |         |         |         |         |  |  |  |  |  |  |  |  |  |  |  |  |  |  |  |  |
|          |          |          |          |          |          |  |  |         |         |         |         |         |         |         |         |           |           |           |           |           |           |        |        |          |          |          |          |          |          |      |      |          |          |          |          |          |          |         |         |         |         |         |         |         |         |         |         |         |         |         |         |         |         |  |  |  |  |  |  |  |  |  |  |  |  |  |  |  |  |
|          |          |          |          |          |          |  |  |         |         |         |         |         |         |         |         |           |           |           |           |           |           |        |        |          |          |          |          |          |          |      |      |          |          |          |          |          |          |         |         |         |         |         |         |         |         |         |         |         |         |         |         |         |         |  |  |  |  |  |  |  |  |  |  |  |  |  |  |  |  |
| Baran2   | Baran2   | Baran2   | Baran2   | Baran2   | Baran2   |  |  |         |         |         |         |         |         |         |         |           |           |           |           |           |           |        |        |          |          |          |          |          |          |      |      |          |          |          |          | Belen    | Belen    | Belen   | Belen   | Belen   | Belen   |         |         |         |         |         |         |         |         |         |         |         |         |  |  |  |  |  |  |  |  |  |  |  |  |  |  |  |  |
| Baran2   | Baran2   | Baran2   | Baran2   | Baran2   | Baran2   |  |  |         |         |         |         |         |         |         |         |           |           |           |           |           |           |        |        |          |          |          |          |          |          |      |      |          |          |          |          | Belen    | Belen    | Belen   | Belen   | Belen   | Belen   |         |         |         |         |         |         |         |         |         |         |         |         |  |  |  |  |  |  |  |  |  |  |  |  |  |  |  |  |
|          |          |          |          |          |          |  |  |         |         |         |         |         |         |         |         |           |           |           |           |           |           |        |        |          |          |          |          |          |          |      |      |          |          |          |          |          |          |         |         |         |         |         |         |         |         |         |         |         |         |         |         |         |         |  |  |  |  |  |  |  |  |  |  |  |  |  |  |  |  |
| Boron3   | Boron3   | Boron3   | Boron3   | Boron3   | Boron3   |  |  |         |         |         |         |         |         |         |         | Baranor   | Baranor   | Baranor   | Baranor   | Baranor   | Baranor   |        |        |          |          |          |          |          |          |      |      |          |          |          |          | Beldir   | Beldir   | Beldir  | Beldir  | Beldir  | Beldir  |         |         |         |         |         |         |         |         |         |         |         |         |  |  |  |  |  |  |  |  |  |  |  |  |  |  |  |  |
| Boron3   | Boron3   | Boron3   | Boron3   | Boron3   | Boron3   |  |  |         |         |         |         |         |         |         |         | Baranor   | Baranor   | Baranor   | Baranor   | Baranor   | Baranor   |        |        |          |          |          |          |          |          |      |      |          |          |          |          | Beldir   | Beldir   | Beldir  | Beldir  | Beldir  | Beldir  |         |         |         |         |         |         |         |         |         |         |         |         |  |  |  |  |  |  |  |  |  |  |  |  |  |  |  |  |
|          |          |          |          |          |          |  |  |         |         |         |         |         |         |         |         |           |           |           |           |           |           |        |        |          |          |          |          |          |          |      |      |          |          |          |          |          |          |         |         |         |         |         |         |         |         |         |         |         |         |         |         |         |         |  |  |  |  |  |  |  |  |  |  |  |  |  |  |  |  |
| Boromir4 | Boromir4 | Boromir4 | Boromir4 | Boromir4 | Boromir4 |  |  | Belegor | Belegor | Belegor | Belegor | Belegor | Belegor |         |         | Bereg     | Bereg     | Bereg     | Bereg     | Bereg     | Bereg     |        |        |          |          |          |          |          |          |      |      |          |          |          |          | Belemir  | Belemir  | Belemir | Belemir | Belemir | Belemir |         |         | Adanel  | Adanel  | Adanel  | Adanel  | Adanel  | Adanel  |         |         |         |         |  |  |  |  |  |  |  |  |  |  |  |  |  |  |  |  |
| Boromir4 | Boromir4 | Boromir4 | Boromir4 | Boromir4 | Boromir4 |  |  | Belegor | Belegor | Belegor | Belegor | Belegor | Belegor |         |         | Bereg     | Bereg     | Bereg     | Bereg     | Bereg     | Bereg     |        |        |          |          |          |          |          |          |      |      |          |          |          |          | Belemir  | Belemir  | Belemir | Belemir | Belemir | Belemir |         |         | Adanel  | Adanel  | Adanel  | Adanel  | Adanel  | Adanel  |         |         |         |         |  |  |  |  |  |  |  |  |  |  |  |  |  |  |  |  |
|          |          |          |          |          |          |  |  |         |         |         |         |         |         |         |         |           |           |           |           |           |           |        |        |          |          |          |          |          |          |      |      |          |          |          |          |          |          |         |         |         |         |         |         |         |         |         |         |         |         |         |         |         |         |  |  |  |  |  |  |  |  |  |  |  |  |  |  |  |  |
|          |          |          |          |          |          |  |  |         |         |         |         |         |         |         |         |           |           |           |           |           |           |        |        |          |          |          |          |          |          |      |      |          |          |          |          |          |          |         |         |         |         |         |         |         |         |         |         |         |         |         |         |         |         |  |  |  |  |  |  |  |  |  |  |  |  |  |  |  |  |
| Bregor5  | Bregor5  | Bregor5  | Bregor5  | Bregor5  | Bregor5  |  |  | Andreth | Andreth | Andreth | Andreth | Andreth | Andreth |         |         | Beril     | Beril     | Beril     | Beril     | Beril     | Beril     |        |        |          |          |          |          |          |          |      |      |          |          |          |          |          |          |         |         | Beren   | Beren   | Beren   | Beren   | Beren   | Beren   |         |         |         |         |         |         |         |         |  |  |  |  |  |  |  |  |  |  |  |  |  |  |  |  |
| Bregor5  | Bregor5  | Bregor5  | Bregor5  | Bregor5  | Bregor5  |  |  | Andreth | Andreth | Andreth | Andreth | Andreth | Andreth |         |         | Beril     | Beril     | Beril     | Beril     | Beril     | Beril     |        |        |          |          |          |          |          |          |      |      |          |          |          |          |          |          |         |         | Beren   | Beren   | Beren   | Beren   | Beren   | Beren   |         |         |         |         |         |         |         |         |  |  |  |  |  |  |  |  |  |  |  |  |  |  |  |  |
|          |          |          |          |          |          |  |  |         |         |         |         |         |         |         |         |           |           |           |           |           |           |        |        |          |          |          |          |          |          |      |      |          |          |          |          |          |          |         |         |         |         |         |         |         |         |         |         |         |         |         |         |         |         |  |  |  |  |  |  |  |  |  |  |  |  |  |  |  |  |
| Bregil   | Bregil   | Bregil   | Bregil   | Bregil   | Bregil   |  |  | Hirwen  | Hirwen  | Hirwen  | Hirwen  | Hirwen  | Hirwen  |         |         | Bregolas6 | Bregolas6 | Bregolas6 | Bregolas6 | Bregolas6 | Bregolas6 |        |        | Gilwen   | Gilwen   | Gilwen   | Gilwen   | Gilwen   | Gilwen   |      |      | Barahir7 | Barahir7 | Barahir7 | Barahir7 | Barahir7 | Barahir7 |         |         | Emeldir | Emeldir | Emeldir | Emeldir | Emeldir | Emeldir |         |         |         |         |         |         |         |         |  |  |  |  |  |  |  |  |  |  |  |  |  |  |  |  |
| Bregil   | Bregil   | Bregil   | Bregil   | Bregil   | Bregil   |  |  | Hirwen  | Hirwen  | Hirwen  | Hirwen  | Hirwen  | Hirwen  |         |         | Bregolas6 | Bregolas6 | Bregolas6 | Bregolas6 | Bregolas6 | Bregolas6 |        |        | Gilwen   | Gilwen   | Gilwen   | Gilwen   | Gilwen   | Gilwen   |      |      | Barahir7 | Barahir7 | Barahir7 | Barahir7 | Barahir7 | Barahir7 |         |         | Emeldir | Emeldir | Emeldir | Emeldir | Emeldir | Emeldir |         |         |         |         |         |         |         |         |  |  |  |  |  |  |  |  |  |  |  |  |  |  |  |  |
|          |          |          |          |          |          |  |  |         |         |         |         |         |         |         |         |           |           |           |           |           |           |        |        |          |          |          |          |          |          |      |      |          |          |          |          |          |          |         |         |         |         |         |         |         |         |         |         |         |         |         |         |         |         |  |  |  |  |  |  |  |  |  |  |  |  |  |  |  |  |
|          |          |          |          |          |          |  |  |         |         |         |         |         |         |         |         |           |           |           |           |           |           |        |        |          |          |          |          |          |          |      |      |          |          |          |          |          |          |         |         |         |         |         |         |         |         |         |         |         |         |         |         |         |         |  |  |  |  |  |  |  |  |  |  |  |  |  |  |  |  |
|          |          |          |          |          |          |  |  | Beleth  | Beleth  | Beleth  | Beleth  | Beleth  | Beleth  |         |         | Baragund  | Baragund  | Baragund  | Baragund  | Baragund  | Baragund  |        |        | Belegund | Belegund | Belegund | Belegund | Belegund | Belegund |      |      |          |          |          |          | Beren    | Beren    | Beren   | Beren   | Beren   | Beren   |         |         | Lúthien | Lúthien | Lúthien | Lúthien | Lúthien | Lúthien |         |         |         |         |  |  |  |  |  |  |  |  |  |  |  |  |  |  |  |  |
|          |          |          |          |          |          |  |  | Beleth  | Beleth  | Beleth  | Beleth  | Beleth  | Beleth  |         |         | Baragund  | Baragund  | Baragund  | Baragund  | Baragund  | Baragund  |        |        | Belegund | Belegund | Belegund | Belegund | Belegund | Belegund |      |      |          |          |          |          | Beren    | Beren    | Beren   | Beren   | Beren   | Beren   |         |         | Lúthien | Lúthien | Lúthien | Lúthien | Lúthien | Lúthien |         |         |         |         |  |  |  |  |  |  |  |  |  |  |  |  |  |  |  |  |
|          |          |          |          |          |          |  |  |         |         |         |         |         |         |         |         |           |           |           |           |           |           |        |        |          |          |          |          |          |          |      |      |          |          |          |          |          |          |         |         |         |         |         |         |         |         |         |         |         |         |         |         |         |         |  |  |  |  |  |  |  |  |  |  |  |  |  |  |  |  |
|          |          |          |          |          |          |  |  | Húrin   | Húrin   | Húrin   | Húrin   | Húrin   | Húrin   |         |         | Morwen    | Morwen    | Morwen    | Morwen    | Morwen    | Morwen    |        |        | Rían     | Rían     | Rían     | Rían     | Rían     | Rían     |      |      | Huor     | Huor     | Huor     | Huor     | Huor     | Huor     |         |         | Dior    | Dior    | Dior    | Dior    | Dior    | Dior    |         |         | Nimloth | Nimloth | Nimloth | Nimloth | Nimloth | Nimloth |  |  |  |  |  |  |  |  |  |  |  |  |  |  |  |  |
|          |          |          |          |          |          |  |  | Húrin   | Húrin   | Húrin   | Húrin   | Húrin   | Húrin   |         |         | Morwen    | Morwen    | Morwen    | Morwen    | Morwen    | Morwen    |        |        | Rían     | Rían     | Rían     | Rían     | Rían     | Rían     |      |      | Huor     | Huor     | Huor     | Huor     | Huor     | Huor     |         |         | Dior    | Dior    | Dior    | Dior    | Dior    | Dior    |         |         | Nimloth | Nimloth | Nimloth | Nimloth | Nimloth | Nimloth |  |  |  |  |  |  |  |  |  |  |  |  |  |  |  |  |
|          |          |          |          |          |          |  |  |         |         |         |         |         |         |         |         |           |           |           |           |           |           |        |        |          |          |          |          |          |          |      |      |          |          |          |          |          |          |         |         |         |         |         |         |         |         |         |         |         |         |         |         |         |         |  |  |  |  |  |  |  |  |  |  |  |  |  |  |  |  |
|          |          |          |          |          |          |  |  |         |         |         |         |         |         |         |         |           |           |           |           |           |           |        |        |          |          |          |          |          |          |      |      |          |          |          |          |          |          |         |         |         |         |         |         |         |         |         |         |         |         |         |         |         |         |  |  |  |  |  |  |  |  |  |  |  |  |  |  |  |  |
| Brandir  | Brandir  | Brandir  | Brandir  | Brandir  | Brandir  |  |  | Túrin   | Túrin   | Túrin   | Túrin   | Túrin   | Túrin   | Lalaith | Lalaith | Lalaith   | Lalaith   | Lalaith   | Lalaith   | Nienor    | Nienor    | Nienor | Nienor | Nienor   | Nienor   |          |          | Tuor     | Tuor     | Tuor | Tuor | Tuor     | Tuor     |          |          | Idril    | Idril    | Idril   | Idril   | Idril   | Idril   |         |         |         |         |         |         |         |         |         |         |         |         |  |  |  |  |  |  |  |  |  |  |  |  |  |  |  |  |
| Brandir  | Brandir  | Brandir  | Brandir  | Brandir  | Brandir  |  |  | Túrin   | Túrin   | Túrin   | Túrin   | Túrin   | Túrin   | Lalaith | Lalaith | Lalaith   | Lalaith   | Lalaith   | Lalaith   | Nienor    | Nienor    | Nienor | Nienor | Nienor   | Nienor   |          |          | Tuor     | Tuor     | Tuor | Tuor | Tuor     | Tuor     |          |          | Idril    | Idril    | Idril   | Idril   | Idril   | Idril   |         |         |         |         |         |         |         |         |         |         |         |         |  |  |  |  |  |  |  |  |  |  |  |  |  |  |  |  |
|          |          |          |          |          |          |  |  |         |         |         |         |         |         |         |         |           |           |           |           |           |           |        |        |          |          |          |          |          |          |      |      |          |          |          |          |          |          |         |         |         |         |         |         |         |         |         |         |         |         |         |         |         |         |  |  |  |  |  |  |  |  |  |  |  |  |  |  |  |  |
|          |          |          |          |          |          |  |  |         |         |         |         |         |         |         |         |           |           |           |           |           |           |        |        |          |          |          |          |          |          |      |      |          |          |          |          |          |          |         |         |         |         |         |         |         |         |         |         |         |         |         |         |         |         |  |  |  |  |  |  |  |  |  |  |  |  |  |  |  |  |
|          |          |          |          |          |          |  |  |         |         |         |         |         |         |         |         |           |           |           |           |           |           |        |        |          |          |          |          |          |          |      |      | Eärendil | Eärendil | Eärendil | Eärendil | Eärendil | Eärendil |         |         |         |         |         |         | Elwing  | Elwing  | Elwing  | Elwing  | Elwing  | Elwing  |         |         |         |         |  |  |  |  |  |  |  |  |  |  |  |  |  |  |  |  |
|          |          |          |          |          |          |  |  |         |         |         |         |         |         |         |         |           |           |           |           |           |           |        |        |          |          |          |          |          |          |      |      | Eärendil | Eärendil | Eärendil | Eärendil | Eärendil | Eärendil |         |         |         |         |         |         | Elwing  | Elwing  | Elwing  | Elwing  | Elwing  | Elwing  |         |         |         |         |  |  |  |  |  |  |  |  |  |  |  |  |  |  |  |  |
|          |          |          |          |          |          |  |  |         |         |         |         |         |         |         |         |           |           |           |           |           |           |        |        |          |          |          |          |          |          |      |      |          |          |          |          |          |          |         |         |         |         |         |         |         |         |         |         |         |         |         |         |         |         |  |  |  |  |  |  |  |  |  |  |  |  |  |  |  |  |
|          |          |          |          |          |          |  |  |         |         |         |         |         |         |         |         |           |           |           |           |           |           |        |        |          |          |          |          |          |          |      |      |          |          |          |          |          |          |         |         |         |         |         |         |         |         |         |         |         |         |         |         |         |         |  |  |  |  |  |  |  |  |  |  |  |  |  |  |  |  |
|          |          |          |          |          |          |  |  |         |         |         |         |         |         |         |         |           |           |           |           |           |           |        |        |          |          |          |          |          |          |      |      |          |          | Elros    | Elros    | Elros    | Elros    | Elros   | Elros   |         |         | Elrond  | Elrond  | Elrond  | Elrond  | Elrond  | Elrond  |         |         |         |         |         |         |  |  |  |  |  |  |  |  |  |  |  |  |  |  |  |  |

## Histoire

Carte du Beleriand à l'époque du Premier Âge de la Terre du Milieu.

Beren, né en 432 du Premier Âge, est un humain de la Terre du Milieu, un Edain qui descend de la famille de Bëor l'ancien.
Aux côtés de son père Barahir, il combat dans le nord du Beleriand à Dorthonion lors de Dagor Bragollach, la quatrième bataille du Beleriand en 455 P.A. Beren et son père sont alors au service des deux seigneurs elfes Ñoldor de Dorthonion, Angrod et Aegnor, qui sont tués au cours de la bataille. Quand Dorthonion tombe sous les assauts des forces de Morgoth, Beren et son père sont alors forcés de fuir avec onze de leurs compagnons.
Tenant tête à leurs ennemis tels des hors-la-loi, le petit groupe mené par Barahir pourchasse les Orques de Dorthonion, tout en se cachant dans la forêt. Mais Morgoth, connaissant leur activité, les fait traquer par ses soldats. Un jour, lors d'une mission de reconnaissance où il est seul, Beren reçoit la visite du fantôme de Gorlim, un des compagnons de Barahir, qui lui révèle avoir été capturé et avoir dévoilé à Sauron (à l'époque le subordonné de Morgoth) la position du camp de Barahir avant de mourir. Beren revient aussitôt au camp, mais n'y trouve que les cadavres de ses compagnons. Il enterre le corps de son père et par la suite le venge, recouvrant ainsi l'anneau de Barahir (le trésor de sa famille), donné il y a bien longtemps à Barahir par le seigneur elfe Finrod Felagund, en récompense et gage d’amitié (quand Barahir sauva la vie de Felagund au cours d'une bataille).
Errant désormais sans but, Beren arrive, après un voyage périlleux par la vallée hantée de Nan Dungortheb, à la frontière du royaume elfique caché de Doriath, au centre du Beleriand. Bien que le pays est protégé par l'Anneau de Melian (une barrière mystique créée par la Maia Melian), Beren parvient à franchir l'Anneau et pénètre en Doriath. Errant dans la forêt de Neldoreth, il y découvre l'elfe Lúthien, la fille du roi Thingol et de Melian, et vient à sa rencontre, les deux tombant amoureux. C'est la première fois qu'un Homme et une Elfe s'unissent. Mais quand l'elfe Daeron, le ménestrel de la cour de Thingol (lui aussi amoureux de Lúthien) les voit, il dénonce Beren qui est capturé. Amené devant Thingol, le roi, courroucé qu'un mortel ose poser le regard sur sa fille, déclare à Beren qu'il ne pourra espérer épouser Lúthien que s'il lui ramène un Silmaril (un des joyaux créés par Fëanor à Valinor), qui étaient alors en possession de Morgoth dans sa forteresse d'Angband, loin dans le nord.
Beren quitte alors le pays et se rend aux cavernes de Nargothrond, à l'ouest de Doriath, afin de demander l'aide de Finrod Felagund, en souvenir du serment qui liait le seigneur elfe au porteur de l'anneau de Barahir. Finrod accepte et l'accompagne dans sa quête avec dix de ses guerriers. Mais le groupe est capturé lors de leur voyage vers Angband, alors qu'ils remontent le fleuve Sirion et passent à proximité de la tour de l'île de Tol-in-Gauroth, alors gardée par Sauron. Bien qu'ils voyagent sous un déguisement d'orques (grâce à la magie de Felagund), Sauron a un doute à leur sujet et les amène devant lui. Faisant disparaître leur déguisement, Sauron, qui ignore qui ils sont, est peu après attaqué par Felagund dans un duel de magie, mais le seigneur elfe a le dessous et le groupe est fait prisonnier. Ceux-ci sont ensuite jetés dans un puits de la tour, et dévorés un par un par les loups-garous que Sauron leur envoie. Seul Beren survit (grâce au sacrifice de Felagund) quand il est sauvé par Lúthien, qui arrive accompagnée du chien de Valinor, Huan, qui tue les loups-garous de Sauron puis leur chef, Draugluin, avant de terrasser Sauron en personne, qui doit alors s'enfuir sous l’apparence d'un vampire ailé.
Après un temps d'errance, Beren repart avec Lúthien en quête du Silmaril. Au cours de leur voyage, ils sont découverts dans la forêt de Brethil par les seigneurs Noldor Celegorm et Curufin (deux des fils de Fëanor, chassés de Nargothrond à la suite de l'arrivée de Beren), qui les attaquent. Les deux frères sont défaits quand le chien de Celegorm, Huan, se retourne contre eux. Au cours du combat, Beren s'empare du poignard de Curufin, Angrist et de son cheval. Peu après, Beren est blessé au cœur par une flèche tirée par Curufin dans sa fuite. Lúthien réussit à le soigner, avec l'aide de Huan.
Beren et Lúthien se rendent plus tard dans le nord, sous le couvert d'un déguisement, et pénètrent dans la forteresse de Morgoth à Angband, nichée dans les profondeurs du Thangorodrim. Lúthien utilise alors son chant merveilleux pour endormir les soldats d'Angband (et en premier lieu Carcharoth, le loup géant qui en gardait l’entrée), les deux se rendant ensuite jusqu'au trône du Vala déchu, au fin fond de sa forteresse. Après que Lúthien a endormi Morgoth grâce à son chant, celui-ci gît inanimé sur son trône, perdu dans ses noires pensées. Beren en profite et ôte un Silmaril de sa couronne avec son poignard Angrist, parvenant à tenir le joyau béni dans sa main sans que sa chair en soit brûlée, le Silmaril acceptant son contact. Cependant, au sortir de la forteresse, ils sont attaqués par Carcharoth qui s'était réveillé ; quand Beren le menace de sa main tenant le Silmaril, le loup la dévore et, fou de douleur (le Silmaril le brûlant de l'intérieur), Carcharoth s'enfuit vers le sud, ravageant tout dans sa course effrénée. Pendant ce temps, Beren et Lúthien sont sauvés par l'arrivée de l'aigle Thorondor et de ses suivants, qui les emportent et les ramènent à la forêt de Doriath. Lúthien y soigne Beren et, ensuite, les deux se rendent à Menegroth voir le roi Thingol. Ébahi par leur exploit (bien que Beren ne lui apporte pas le Silmaril, lui montrant seulement sa main amputée), Thingol accorde la main de sa fille à Beren.
Carcharoth, tourmenté jusqu’à la folie par le Silmaril qui lui brûle les entrailles, arrive aux environs de Doriath, dévastant la région et tuant tous les êtres qu'il croise. Une chasse est alors organisée par Thingol, accompagné notamment de Beren. Mais celui-ci est mortellement blessé par Carcharoth alors qu'il cherchait à protéger le roi de l'assaut du loup ; Carcharoth est ensuite tué par Huan après un combat titanesque, mais à l'issue duquel le noble chien de Valinor trouve également la mort.

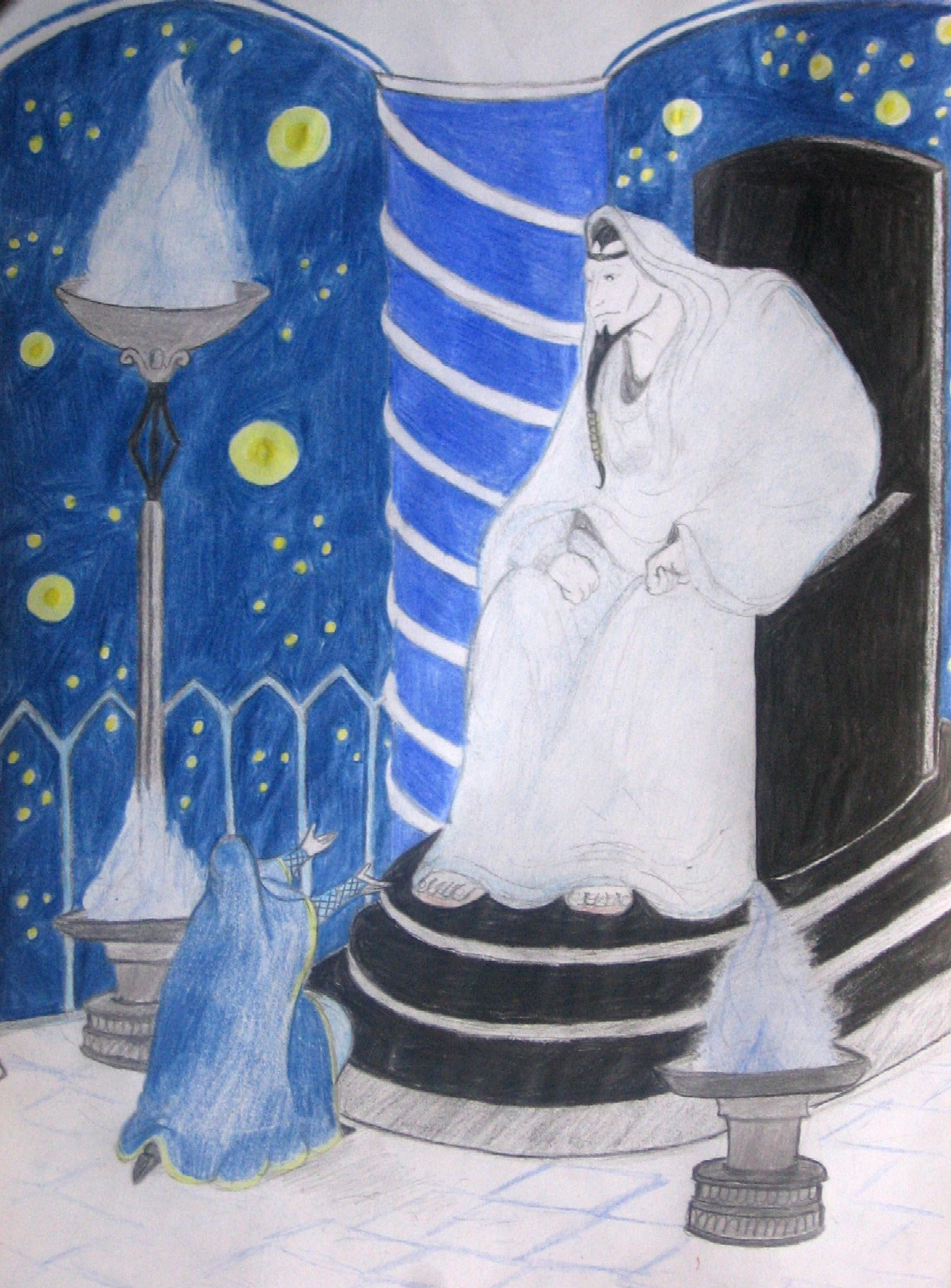
Une représentation de Lúthien plaidant la cause de Beren devant le Vala Námo (Mandos). Dessin de Gregor Roffalski.

L'esprit de Beren, défunt, part alors vers les cavernes de Mandos à Valinor, à l'extrême-ouest du monde, là où l'âme des hommes mortels séjourne un temps avant de partir dans l’au-delà. Mais Lúthien, demandant à Beren de l'attendre, abandonne son corps de chair et se rend à Valinor. Elle implore alors le Vala Námo (Mandos) de ramener Beren parmi les vivants, parvenant à l'émouvoir grâce à son chant, « le plus beau chant que des mots aient jamais tissés, le plus triste que le monde entendra jamais », quand elle y évoque la tristesse des Eldar et la souffrance des Humains. Bien que Mandos ne puisse retirer aux humains le don de la mort (accordé par Eru Ilúvatar), celui-ci, après avoir consulté Manwë, autorise Beren à revenir à la vie, le seul de tous les mortels, mais Beren reste soumis à une seconde mort. Ne pouvant rester à Valinor, il doit retourner en Terre du Milieu, Lúthien choisissant de le suivre en partageant son destin, devenant mortelle comme lui. Les deux s'installent en Ossiriand dans l'est de Beleriand, sur l'île de Tol Galen où ils restent jusqu'à leur fin, et ont un fils, Dior Eluchíl.
Ils vivent à Tol Galen en paix jusqu'à ce que la malédiction liée aux Silmarils ne frappe à nouveau, quand le roi Thingol est tué par les nains de Nogrod après que ceux-ci se sont emparés du Nauglamír, le collier des nains au sein duquel avait été serti le Silmaril rapporté par Beren. Aidé des elfes d'Ossiriand, Beren part alors en guerre contre les nains de Nogrod, à la bataille du gué de Sarn Athrad. Il reprend le Nauglamír et tue le seigneur de Nogrod, puis jette le reste du butin dans la rivière Ascar, qui devient le Rathloriel.
Un soir, des elfes d'Ossiriand apportent le Nauglamír à Dior, qui vivait alors à Doriath ; celui-ci comprend que ses parents, Beren et Lúthien, ne sont plus.

## Création et évolution
Le personnage de Beren apparaît dans la seconde version du Conte de Tinúviel (1917). À l'époque, ce n'est pas encore un humain mais un Noldo (un elfe). Néanmoins Christopher Tolkien suggère que, dans la première version du récit (perdu), Beren était déjà un homme, à l'image du Conte de Turambar antérieur au Conte de Tinúviel, et que son père J. R. R. Tolkien a ensuite modifié cette affiliation pour en faire un Noldo, corrigeant ainsi les deux contes.
Quelques détails de l'histoire future sont déjà présents, comme la gêne de Beren devant le roi Thingol puis son assurance qui revient, alors que d'autres détails sont absents, notamment le fait que lui et Lúthien soient amants. La rencontre de Beren et Tinúviel, quand celle-ci danse dans les ciguës est présente ; cette scène est inspirée d'une danse faite pour Tolkien par son épouse, Edith Bratt, lors d'une promenade en forêt peu de temps avant la rédaction du conte. Par ailleurs, la relation entre Beren et Finrod Felagund et l'importance de l'anneau de Barahir n'ont pas encore émergés.
Ce conte possède donc les « germes de la légende ultérieure, bien que dépeintes à grands traits selon des ressemblances structurelles larges. » Ces évènements émergeront quelques années plus tard lors de la rédaction du Lai de Leithian. Par la suite, Tolkien s'appuiera sur ce Lai pour créer la version en prose de l'histoire de Beren, principalement éditée dans le livre Le Silmarillion (1977) par son fils Christopher.

## Critique et analyse
Tolkien lui-même rapprochait le retour de Beren à la vie à la prière de Lúthien du voyage d'Orphée aux Enfers pour Eurydice, analyse reprise par la suite.
Carcharoth arrachant et avalant la main de Beren rappelle plutôt la mythologie nordique du loup Fenrir arrachant celle du dieu Týr,.
J. R. R. Tolkien suivait le modèle des héros des poèmes épiques comme Beowulf et le Kalevala. Le voyage de Beren suit le modèle établi par Joseph Campbell sur le voyage du héros, y compris dans les défauts du héros, qui meurt pendant la quête. Beren rappelle le personnage du Kalevala Lemminkäinen.
Beren représente, aux côtés de Tuor et Túrin, la transformation de Tolkien en homme, après la Première Guerre mondiale.

## Postérité

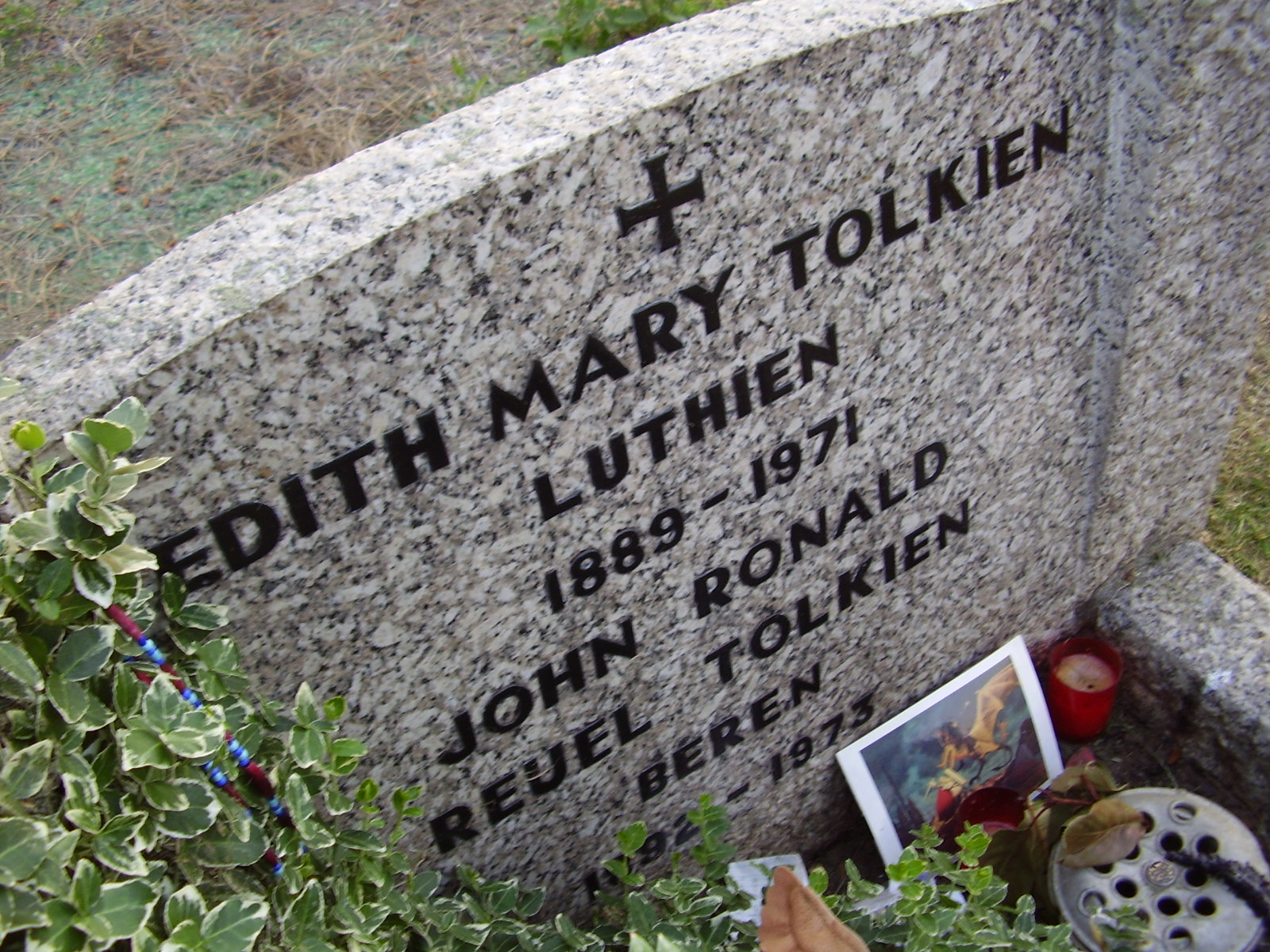
Inscriptions sur la tombe de J.R.R. Tolkien et de son épouse Edith.

À la mort d'Edith Bratt, l'épouse de J.R.R. Tolkien, celui-ci fait graver « Lúthien » sur sa tombe en référence à l'histoire d'amour entre Beren et Lúthien, inspirée de sa propre rencontre avec Edith.
À la mort de Tolkien, on rajouta « Beren » sur l'inscription de la pierre tombale.

## Adaptations dans d'autres médias
Le personnage de Beren a inspiré les dessinateurs comme Anke Katrin Eißmann qui illustra le Lai de Leithian ou Ted Nasmith.
Les histoires dans lesquelles Beren apparaît n'ont pas été adaptées. Néanmoins à l'intérieur même de la Terre du Milieu sa vie est devenue légendaire, et des allusions peuvent être faites.
Dans l'adaptation radiophonique du Seigneur des anneaux de 1981 pour la BBC Radio 4, Aragorn raconte l'histoire de Beren et Lúthien aux hobbits Frodon, Sam, Merry et Pippin, comme dans le livre La Communauté de l'anneau. Un parallèle est fait avec l'amour d'Aragorn pour Arwen. Ce même récit apparaît dans le dessin animé Le Seigneur des anneaux de Ralph Bakshi de 1978.
Dans la version longue du film de Peter Jackson La Communauté de l'anneau, une allusion à l'histoire de Beren apparaît également. Pendant le voyage de Bree à Fondcombe Frodon entend Aragorn chanter dans la nuit l'histoire de Lúthien, et lui demande ce qu'il lui est arrivé. Aragorn répond alors qu'elle est morte.
Le personnage de Beren a inspiré d'autres auteurs. Ainsi le personnage de « Berek Halfhand », des Chroniques de Thomas Covenant de Stephen R. Donaldson, semble faire écho au personnage de Tolkien.